# 巴尔日 (上索恩省)
巴尔日（法語：Barges，法語發音：[baʁʒ]）是法国上索恩省的一个市镇，属于沃苏勒区。

## 地理
巴尔日（47°51'46"N, 5°50'49"E）面积7.91 平方千米，位于法国勃艮第-弗朗什-孔泰大區上索恩省，该省份为法国东部内陆省份，北起顺时针与孚日省、贝尔福地区省、杜省、汝拉省、科多尔省和上马恩省接壤。
与巴尔日接壤的市镇（或旧市镇、城区）包括：布隆德方丹、默莱、瓦塞、桑班、芒斯河畔罗西耶尔。

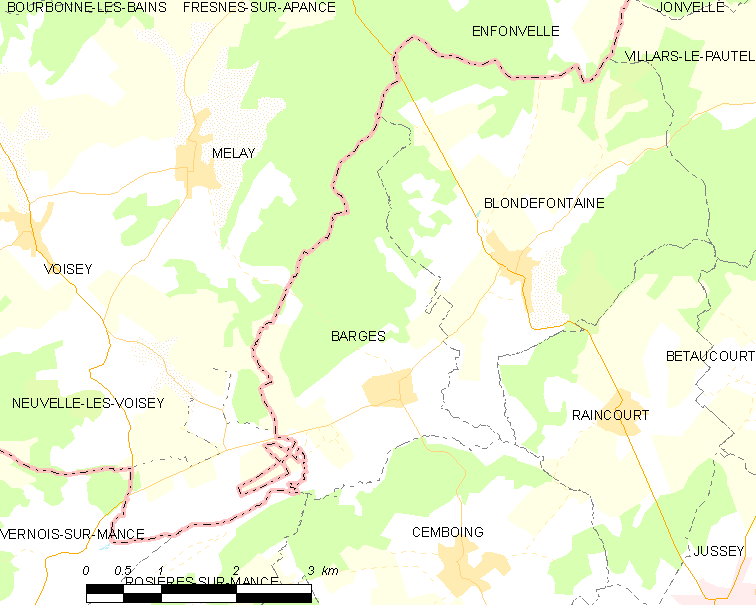
的OSM定位图

巴尔日的时区为UTC+01:00、UTC+02:00（夏令时）。

## 行政
巴尔日的邮政编码为70500，INSEE市镇编码为70049。

## 政治
巴尔日所属的省级选区为瑞塞县。

## 人口

1962-2008年间人口变化图示

巴尔日于2022年1月1日时的人口数量为78人。